# Oleria tremona
Oleria tremona är en fjärilsart som beskrevs av Richard Haensch 1909. Oleria tremona ingår i släktet Oleria och familjen praktfjärilar. Inga underarter finns listade i Catalogue of Life.